# 卡羅來納杜父魚
卡羅來納杜父魚，為輻鰭魚綱鮋形目杜父魚亞目杜父魚科的其中一種，為溫帶淡水魚，分布於美國中部淡水流域，體長可達18公分，棲息在礫石底質且水質清澈、流動快速的溪流底層水域，以水生昆蟲等為食，生活習性不明。

## 擴展閱讀
維基物種上的相關：卡羅來納杜父魚